# Romuald Lebedek
Romuald Lebedek (łot. Romualds Lebedeks; ur. 16 sierpnia 1946 w Jurmale, zm. 27 stycznia 2018 w Rydze) – polski dziennikarz i tłumacz, redaktor naczelny pisma „Polak na Łotwie”, były wiceprezes Związku Polaków na Łotwie. 

## Życiorys
Ukończył studia z dziedziny filologii germańskiej w Łotewskim Uniwersytecie Państwowym. Od 1970 zajmował się tłumaczeniem tekstów z języków polskiego, niemieckiego, łotewskiego i rosyjskiego. W latach 1971–1979 zatrudniony w Wydziale Informacji Bałtyckiego Instytutu Naukowo-Badawczego Rybołówstwa w Rydze, następnie zaś pracował w Biurze Projektowo-Technologicznym Morskich Stoczni Remontowych w Gdańsku (1979–1991). Od 1988 do 1992 był tłumaczem przysięgłym z języków niemieckiego, rosyjskiego i łotewskiego przy sądzie wojewódzkim w Gdańsku. Od 1992 do 2001 pracował w prywatnych firmach w Niemczech, zaś od 2003 do śmierci w ambasadzie RP w Rydze. 
W latach 2003–2011 był redaktorem naczelnym pisma Polak na Łotwie, sprawował również funkcję wiceprezesa Związku Polaków na Łotwie (2003–2005). Należał do Ryskiego Towarzystwa Kultury Niemieckiej, którego był wcześniej prezesem. Pracował także jako tłumacz dla spółki „Eglītis un Partneri”.
Był odznaczony Złotym Krzyżem Zasługi (2008). Zmarł w zimie 2018 roku.